# Макс Мінгелла
Макс Джорджіо Чоа Мінгелла (англ. Max Giorgio Choa Minghella; нар. 1985, Гемпстед, Англія) — англійський актор. Син режисера Ентоні Мінгелли, дебютував у фільмі 2005 року «Бджолиний сезон». В 2010 році Макс зіграв роль Дівьї Нарендра у фільмі «Соціальна мережа», який подає позов до суду на Марка Цукерберга, буцімто той викрав його ідею створення соціальної мережі Facebook.

## Фільмографія
| Рік  | Фільм                                             | Роль                 | Примітки        |
| ---- | ------------------------------------------------- | -------------------- | --------------- |
| 1997 | Toy Boys                                          | Денні                | Короткометражка |
| 1998 | Let The Good Times Roll                           | Хлопчик з собакою    | Короткометражка |
| 2005 | Сезон бджіл                                       | Аарон Науман         |                 |
| 2005 | Сиріана                                           | Роббі Барнс          |                 |
| 2006 | Реклама для генія                                 | Джеремі Платц        |                 |
| 2007 | Елвіс і Анабелла                                  | Елвіс                |                 |
| 2008 | Як втратити друзів і змусити всіх себе ненавидіти | Вінсент Лепак        |                 |
| 2009 | Короткі інтерв'ю з покидьками                     | Кевін, № 28          |                 |
| 2009 | Агора                                             | Давус                |                 |
| 2010 | Хіппі Хіппі Шейк                                  | Мартін Шарп          |                 |
| 2010 | Соціальна мережа                                  | Дівья Нарендра       |                 |
| 2011 | Березневі іди                                     | Бен Харпен           |                 |
| 2011 | 10 років потому                                   | AJ                   |                 |
| 2011 | Фантом                                            | Бен                  |                 |
| 2013 | Стажери                                           | Грем                 |                 |
| 2013 | Роги                                              | Лі                   |                 |
| 2014 | Про Алекса                                        | Айзек                |                 |
| 2014 | Not Safe for Work                                 | Томас Міллер         |                 |
| 2015 | В ліс                                             | Елі                  |                 |
| 2016 | Дев’яте життя Луї Дракса                          | сценарист            |                 |
| 2021 | Пила: спіраль                                     | Детектив Вільям Шенк |                 |
| 2022 | Вавилон                                           | Ірвінг Тальберг      |                 |